# Козяк-над-Песницо
Козяк-над-Песницо (словен. Kozjak nad Pesnico) — поселення в общині Кунгота, Подравський регіон‎, Словенія.